# Steckelsdorf

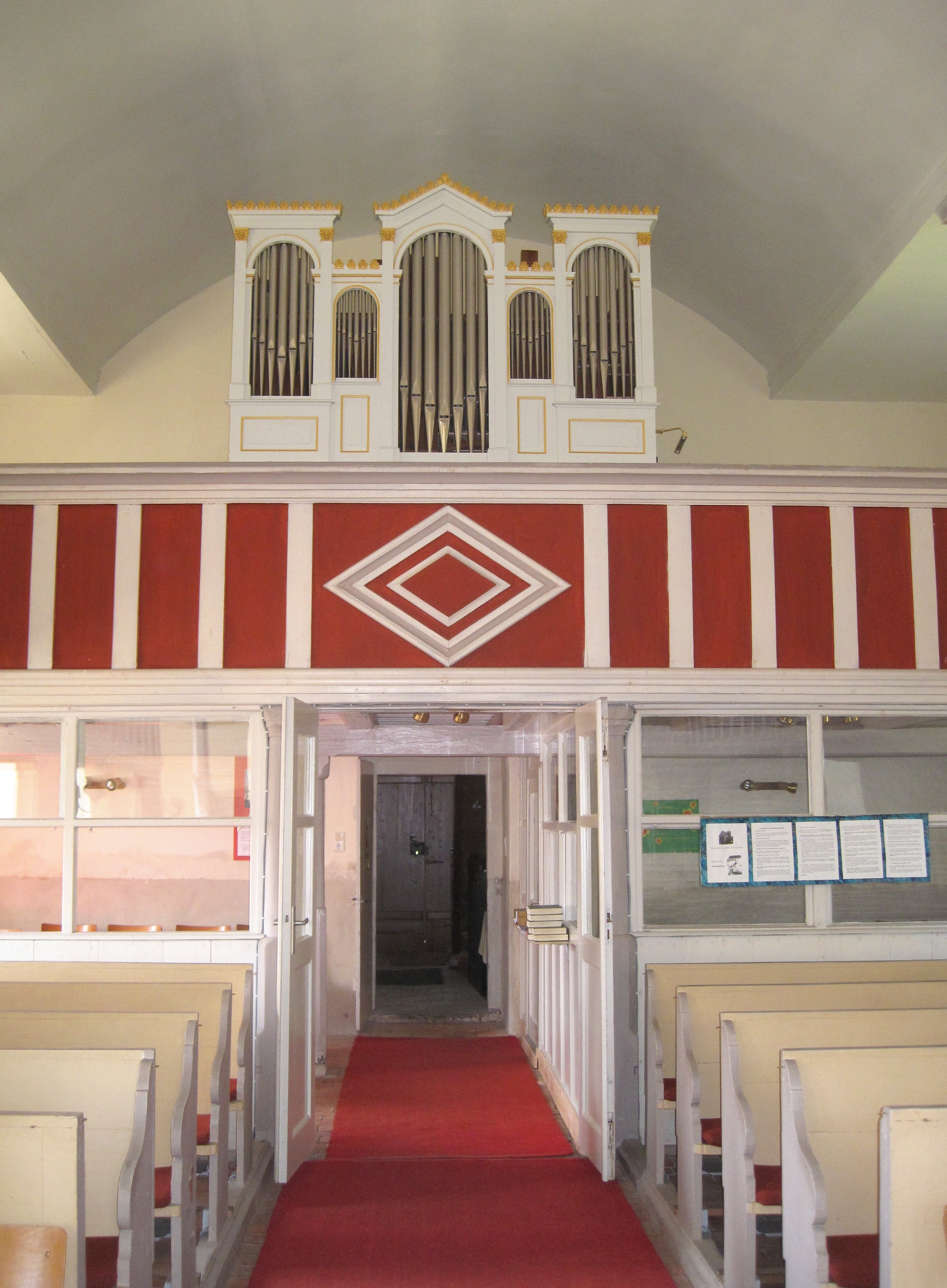
Orgel der Dorfkirche Steckelsdorf von Friedrich Hermann Lütkemüller 1859

Steckelsdorf [ˈʃtɛkl̩sdɔʁf] ist ein Ortsteil der Kreisstadt Rathenow im Landkreis Havelland in Brandenburg.

## Geografie

### Lage
Der Ortskern Steckelsdorfs liegt 1 km westlich der Kernstadt Rathenow, links der Havel, an der Landesstraße L 96 Richtung Schollene. Durch das südliche Ortsgebiet führt die Bundesstraße 188. Auf dem Ortsgebiet liegen der Steckelsdorfer See und der Trittsee.
Steckelsdorf hat 742 Einwohner (Stand: 31. Dezember 2016).

### Ortsteilgliederung
Zum Ortsteil Steckelsdorf gehören die Wohnplätze Bölkershof, Ludwigslust und Steckelsdorf-Ausbau, weiters die an Rathenow-Neue Schleuse angrenzende Gebhardtsiedlung.

## Geschichte
In der Gemarkung des Dorfes Steckelsdorf unmittelbar an der Havel befinden sich die Überreste eines slawischen Burgwalls, des Burgwalls „Alt Rathenow“ vermutlich aus dem 11. Jahrhundert. 1335 wurde Steckelsdorf erstmals in einem Pfandbrief des Wittelsbacher Markgrafen Ludwig I. als „Steggelsdorp et Buckow, gelegen dicht by Ratnowe“ erwähnt. 1354 fiel Steckelsdorf in den Besitz des Erzbischofs von Magdeburg. Seit dem 15. Jahrhundert gehörten die Ländereien zum Besitz derer von Treskow. Margarete von Treskow führte 1538 die Reformation ein. 1682 wurden die Besitztümer Schollene und Buckow durch Balthasar Ferdinand von Treskow vereinigt. 1722 wurde das Gut für 14.500 Taler an die Familie von Katte auf Wust verkauft.
Von 1786 bis 1789 wurde auf dem Kiezhügel ein Königlich Preußisches Proviantamt errichtet, das von Havelarmen umflossene Gebiet wurde seither als Magazininsel bezeichnet.
Am 6. Mai 1819 brannte das Dorf ausgehend von einem Brand in der Gutsbrennerei bis auf die Windmühle nieder. Beim Wiederaufbau des Dorfes siedelten einige Bauern außerhalb des Dorfkerns und es entstanden die Wohnplätze Bölkershof, Ludwigslust und Gebhardshof. 1820 wurde die evangelische Dorfkirche wiederaufgebaut und 1822 eingeweiht. 1880 wurde eine Chaussee von Rathenow nach Havelberg durch Steckelsdorf gebaut. Sie band das Dorf enger an Rathenow.
1901 wurde eine große Havelschleuse auf Steckelsdorfer Gebiet im Rahmen des Havelausbaus für den Großschifffahrtsweg Berlin–Hamburg errichtet. Es entstand auf dem Gebiet des Wohnplatzes Gebhardtshof die Siedlung Neue Schleuse, welche 1910 als eigenständige Gemeinde aus Steckelsdorf ausgegliedert wurde.
Am 30. September 1928 wurde der Hauptteil vom Gutsbezirk Steckelsdorf mit der Landgemeinde Steckelsdorf, die Kolonie Forst und das Forsthaus Ebelgünde wurden mit der Landgemeinde Grütz vereinigt. Nach dem Zweiten Weltkrieg wurden die Rittergüter Schneider und Scharper während der Bodenreform enteignet und an 48 Siedler aufgeteilt.
Steckelsdorf gehörte seit 1816 zum Landkreis Jerichow II in der preußischen Provinz Sachsen und damit nach 1945 zum neu entstandenen Land Sachsen-Anhalt. Vom 1. Juli 1950 an gehörte es zum sachsen-anhaltischen Landkreis Genthin. Am 25. Juli 1952 kam Steckelsdorf zum Kreis Rathenow im Bezirk Potsdam und somit 1990 zum Land Brandenburg. Der ehemalige Ortsteil Neue Schleuse wurde bereits am 1. Juli 1950 nach Rathenow eingemeindet und trug 1952 den Namen Rathenow-West. Der Wohnplatz Steckelsdorf-Ausbau stellt eine Erweiterung der Siedlung Rathenow-West auf Steckelsdorfer Gebiet dar. Hier entstand 1962 die römisch-katholische St.-Josef-Kirche, die bis 2024 bestand (Steckelsdorf gehört im Gegensatz zur Kernstadt Rathenow zum Bistum Magdeburg).
Am 31. Dezember 2001 erfolgte nach einer Volksabstimmung die Eingemeindung von Steckelsdorf in die Kreisstadt.

### Landwerk Steckelsdorf
Im Horstweg in Steckelsdorf-Ausbau gründete die jüdische Jugendorganisation Bachad 1934 im Rahmen der Hachschara-Bewegung eine für etwa 70 Personen ausgelegte Ausbildungsstätte für jugendliche Auswanderer, die dort gärtnerische oder landwirtschaftliche Berufe erlernen konnten. „Die zu diesem Lager gehörenden Grundstücke und Gebäude waren 1933 von dem jüdischen Anwalt Dr. H. A. Meyer aus Berlin erworben worden, vielleicht bereits mit der Absicht dort ein Hachschara-Lager einzurichten.“ Nach Rösch handelte es sich beim Landwerk Steckelsdorf um die erste Hachschara-Einrichtung in Brandenburg.

„Zu den Anlagen des Lagers gehörte das Wirtschaftsgebäude, in dem sich auch die Wohnungen des Betriebsleiters, des Gärtners und die Zimmer der Mädchen befanden. Kuh- und Pferdeställe sowie Geräteschuppen und Scheune bildeten mit dem Wirtschaftsgebäude das eigentliche Gehöft. Die Jungen waren in der so genannten Sommervilla untergebracht. Zur Anlage gehörten auch ein Gewächshaus, Mistbeete und ein Hühnerstall. Obstplantagen, Gemüse- und Getreidefelder sowie ein Nadelwald umgaben das Gelände.“

Nach Götze betrug das Durchschnittsalter der 1939 in Steckelsdorf lebenden Jugendlichen 18 Jahre. Es habe allerdings – außer den ebenfalls etwas älteren Betreuern – auch eine kleine Gruppe von 25- bis 30-Jährigen gegeben. Am 1. August 1938 hielten sich im Landwerk Steckelsdorf 70 Auszubildende auf.
Am 9. November 1938 verschleppten die Nationalsozialisten den für die Praktikantenausbildung verantwortlichen Leiter Friedrich Löwenthal und mehrere Mitarbeiter in das Konzentrationslager Buchenwald. Am 21. Mai 1942 schlossen die NS-Behörden die Ausbildungsstätte. Am 11. Juli 1942 wurden allein 52 Juden aus dem ehemaligen jüdischen Ausbildungslager in das Konzentrationslager Auschwitz deportiert.
An der Dorfkirche Steckelsdorf befindet sich seit 1978 eine Gedenktafel mit der Aufschrift Zum Gedenken: Juden im Landwerk Steckelsdorf.

## Politik
Steckelsdorfs Ortsteilbürgermeister ist Corrado Gursch (CDU).